# Kozličić
Kozličić (cyr. Козличић) – wieś w Serbii, w okręgu kolubarskim, w mieście Valjevo. W 2011 roku liczyła 212 mieszkańców.